# إيفانز (كولورادو)
إيفانز (بالإنجليزية: Evans, Colorado)‏ هي مدينة تقع في مقاطعة ويلد بولاية كولورادو في الولايات المتحدة. تأسست عام 1867، تبلغ مساحتها 27.2 (كم²)، وترتفع عن سطح البحر 1418 م، بلغ عدد سكانها 18842 نسمة في عام 2010 حسب إحصاء مكتب تعداد الولايات المتحدة وتصل الكثافة السكانية فيها 692.7 نسمة/كم2.

## وصلات خارجية
- City of Evans